# Josepha von Heydeck

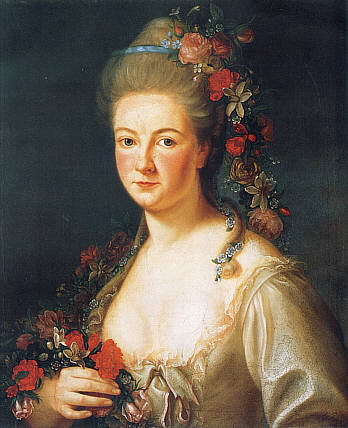
Josepha Gräfin von Heydeck als römische Göttin Flora, gemalt von Johann Peter Hoffmeister um 1770

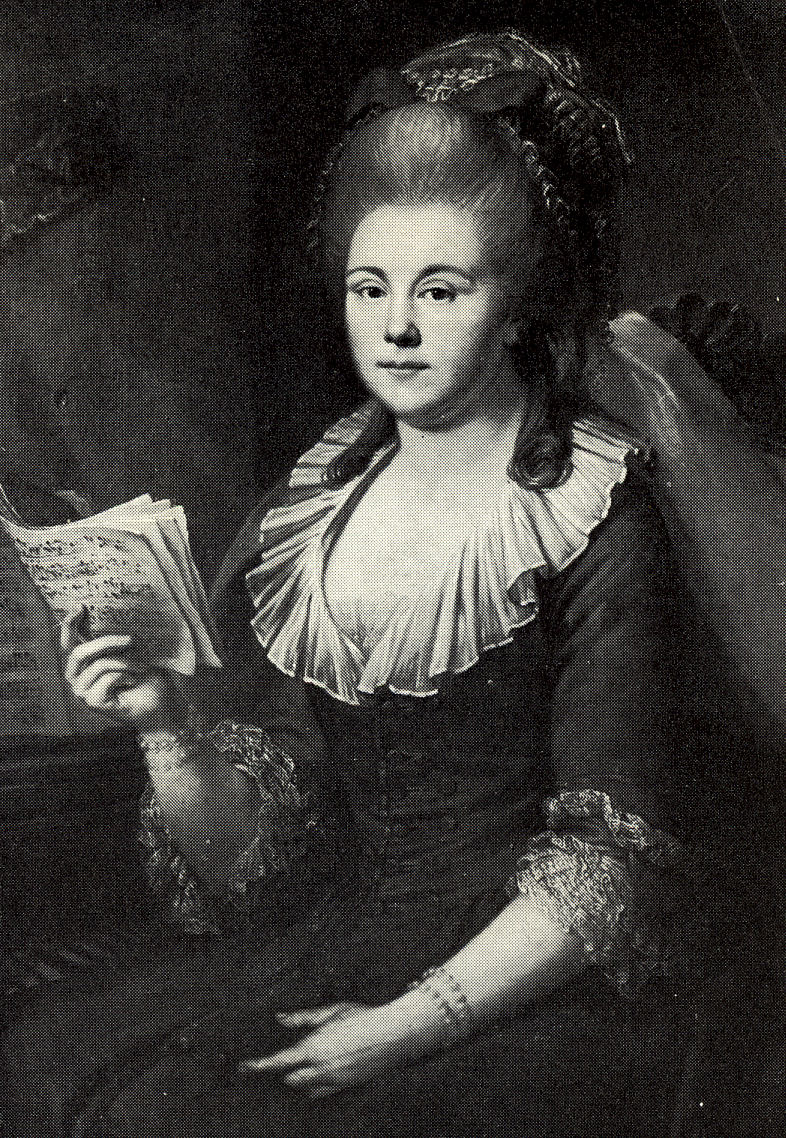
Josepha Gräfin von Heydeck, gemalt von Johann Wilhelm Hoffnas

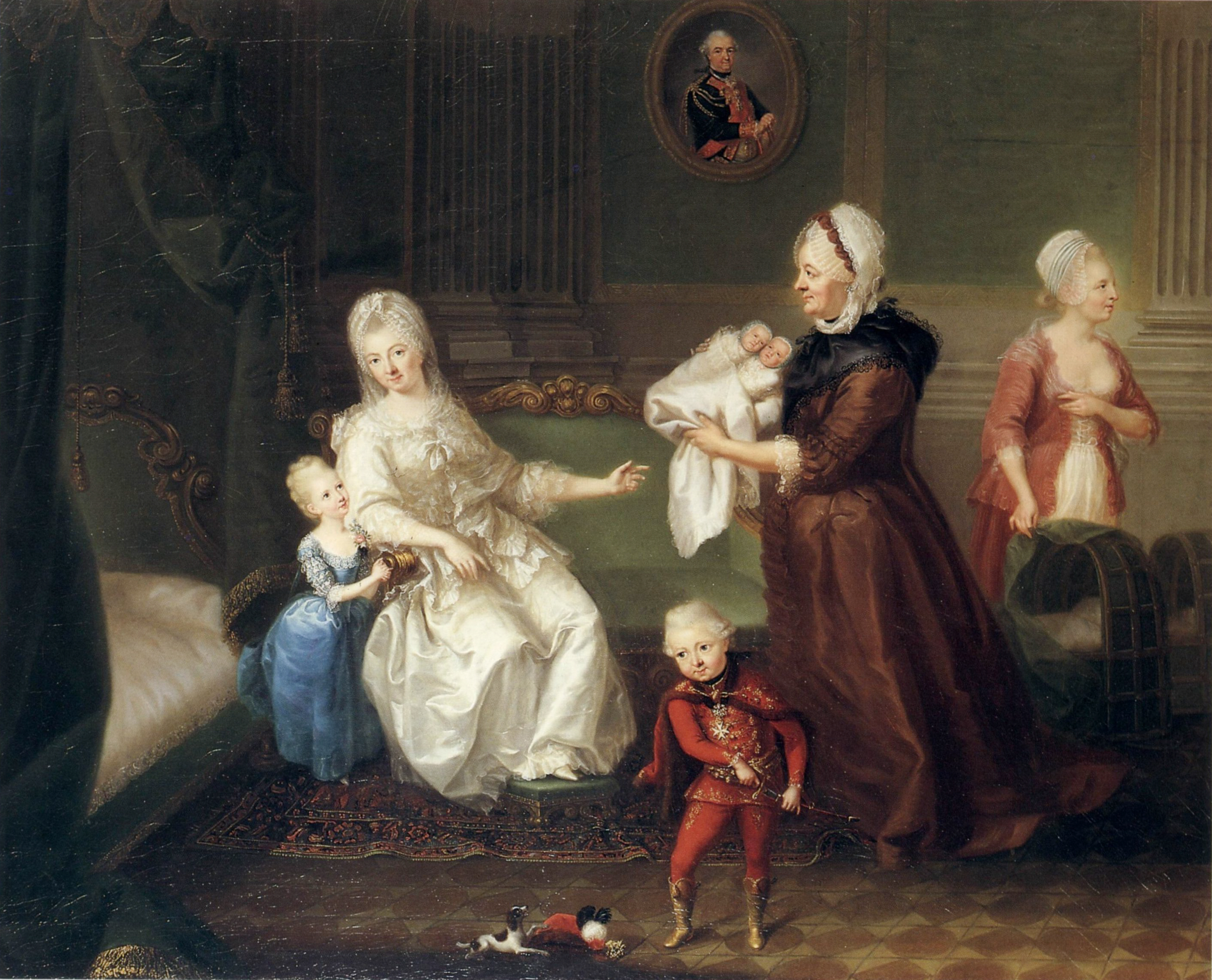
Josepha Gräfin von Heydeck mit ihren Kindern, ganz links die Tochter Caroline Josepha. An der Wand ein Bildnis des Kurfürsten Karl Theodor, der alle Kinder anerkannt hatte. Ölgemälde von Heinrich Carl Brandt, 1785

Maria Josepha Seyffert, seit 1767 Freifrau, seit 1769 Gräfin von Heydeck (* September 1748 in Mannheim; † 27. Dezember 1771 ebenda), war von 1765 bis zu ihrem Tod 1771 eine Mätresse des Kurfürsten Karl Theodor von der Pfalz.

## Leben
Josepha Seyffert wird mit ziemlicher Gewissheit die Tochter des Kanzlisten Seyffert der Regierung der Kurpfalz gewesen sein. Ihre Mutter hieß demnach Maria Franziska Seyffert, geborene Reichard. Im Alter von 17 Jahren arbeitete Josepha Seyffert als Figurantin beim Opernballett des Hoftheaters in Mannheim. Dort erregte sie die Aufmerksamkeit des Kurfürsten Karl Theodor, nachdem dessen Mätresse Françoise von Parckstein verstorben war. Neben ihrer äußerlichen Schönheit war Josephas Charakter durch „Klugheit, Anmut und Sanftmut“ geprägt. Solche Eigenschaften schätzte Karl Theodor bei der Wahl seiner Mätressen, da er trotz einer intensiven Beziehung eine möglichst große Diskretion bei öffentlichen Auftritten erwartete, um die Position der Kurfürstin Elisabeth Auguste nicht zu sehr zu untergraben. Außerdem lehnte der Kurfürst eine ausschweifende Lebensführung seiner Mätressen ab. Die Beziehung des Kurfürsten Karl Theodor mit Josepha Seyffert dauerte fast sieben Jahre. Seine Liebe zu ihr führte am 19. März 1767 zur Verleihung des persönlichen Adelsprädikats einer Freifrau von Heydeck. Der Name ist abgeleitet von der Stadt Heideck in Karl Theodors Fürstentum Pfalz-Neuburg. Nach der Geburt einer ersten Tochter im Januar 1768, welche Karl Theodor unverzüglich als seine leibliche Tochter anerkannte, verlieh er Mutter und Kind am 3. September 1779 den erblichen kurpfälzischen Adelstitel Gräfin von Heydeck sowie ein zugehöriges Wappen mit Grafenkrone. Am 24. Oktober 1769 kam der Sohn Karl August zur Welt.
Für Josepha von Heydeck und ihre Kinder kaufte Karl Theodor ein Haus im Mannheimer Quadrat A 2. Dieses Haus wurde später Bestandteil des von Peter Anton von Verschaffelt errichteten Palais Bretzenheim. Josepha von Heydeck starb bereits mit 23 Jahren infolge des Kindbettfiebers nach der Geburt ihrer letzten beiden Kinder, den Zwillingsschwestern Eleonore und Friederike, im Dezember 1771.
Als Ausdruck seiner großen Trauer ließ der Kurfürst einen überschwänglichen Nachruf veröffentlichen, in welchem die hehren Eigenschaften der Verstorbenen wie Sanftmut, Aufrichtigkeit, Bescheidenheit und Hilfsbereitschaft herausgestellt wurden.
Josepha von Heydeck wurde zunächst im nicht mehr erhaltenen Karmeliterkloster im Mannheimer Quadrat L 3, schließlich in der Kapelle auf Burg Zwingenberg beigesetzt. Ihr dortiges Grabmal, ein Werk des Bildhauers Johann Matthäus van den Branden, ist erhalten.

## Abbildungen
Von Josepha Seyffert, Gräfin von Heydeck, sind mehrere Gemälde erhalten. Zwei Bildnisse befinden sich im Kurpfälzischen Museum der Stadt Heidelberg. Auf dem Porträt von der Hand des Malers Johann Peter Hoffmeister (* 1740 in Heidelberg; † 1772 in  Mannheim) aus dem Jahre 1770 ist sie als 22-jährige Frau in der Rolle der römischen Göttin Flora zu sehen. Als Zeichen der Gottheit hängt eine Blumengirlande aus Rosen, Nelken und Vergissmeinnicht vom aufgesetzten Haupthaar herab. Auf einem Gemälde des Malers Johann Wilhelm Hoffnas sitzt Josepha von Heydeck an einem Cembalo und hält Notenblätter in ihrer Hand. Dies legt nahe, dass sie auch eine musikalische Ausbildung genossen hat. Auf einem Historienbild des Malers Heinrich Carl Brandt (* 1724; † 1787) aus dem Jahre 1785, welches sich im Reiß-Museum der Stadt Mannheim befindet, ist sie kurz vor ihrem Tod mit ihren vier Kindern und zwei Dienerinnen abgebildet.

## Nachkommen
Aus der Verbindung des Kurfürsten Karl Theodor mit Josepha Seyffert, Gräfin von Heydeck, stammten folgende vier Kinder:
- Caroline Josepha Philippina von Bretzenheim (* 11. Januar 1768; † 1786) ⚭ 1784 Graf Maximilian Josef von Holnstein (* 1760; † 1838)
- Karl August Friedrich Joseph von Bretzenheim, Großprior des Großpriorats Bayern des Malteserordens (* 24. Dezember 1768; † 27. Februar 1823) ⚭ 27. April 1788 in Oettingen Maria Walburga von Oettingen-Spielberg (* 29. August 1766; † 8. Mai 1833)
- Eleonore Caroline Josephine von Bretzenheim (* 9. Dezember 1771; † 23. Dezember 1832) ⚭ 21. November 1787 (Scheidung 1801) Graf Wilhelm Carl zu Leiningen-Guntersblum (* 5. Juli 1737; † 26. Januar 1809)
- Friederike Caroline Josephine von Bretzenheim (* 1771; † 1816); Zwillingsschwester von Eleonore; Äbtissin in Lindau ⚭ 1796 Graf Maximilian von Westerholt-Gysenberg (* 1772; † 1854)

Diese Kinder wurden wie die anderen unehelichen Kinder des Kurfürsten standesgemäß erzogen und versorgt. Am 7. August 1774 erhob Kaiser Joseph II.  die Kinder Josepha von Heydecks in den Reichsgrafenstand von Heydeck.
Aus der von Karl Theodor gekauften Herrschaft Bretzenheim wurde am 19. Dezember 1789 ein Reichsfürstentum Bretzenheim mit Karl August als Regent gebildet. Die Fürstenlinie von Bretzenheim bestand bis 1863.

## Politische Auswirkungen
Kurfürst Karl Theodor sah in den Grafen von Heydeck seine eigentliche Familie, der er große persönliche Aufmerksamkeit widmete und für die er einige politische Maßnahmen ergriff, die der Versorgung dieser Familie dienten. Um diese Versorgung für die Zukunft zu optimieren, plante er für das absehbare Erbe des Kurfürstentums Bayern, welches ihm jedoch erst 1777 zufiel, eine lukrative Abtretung zumindest von Teilen an Österreich, die jedoch am Einspruch Preußen scheiterte, wie es sich im Verlauf des Bayerischen Erbfolgekriegs zeigte.